# Esercito del Secondo Impero francese
L'Esercito del Secondo Impero francese fu l'esercito di terra dell'Impero francese attivo dal 1852 sino alla caduta del governo imperiale nel 1871.

## Le origini
L'esercito imperiale francese sorse sulle ceneri dell'esercito napoleonico, pur traendo alcuni spunti dall'esercito monarchico della restaurazione. Il legame di sangue che stringeva Napoleone III con Napoleone era un fattore non solo di parentela, ma anche di spirito nell'esercito tant'è vero che l'esercito del secondo impero operò largamente sin dalle origini in Crimea, in Italia e poi in Francia stessa impegnandosi in scontri che richiamarono alle glorie l'epoca napoleonica.

## Organizzazione dell'esercito
Dal 1852 al 1871 si può dire che, difatti, l'esercito imperiale francese operò sulle basi gettate in ambito militare durante la restaurazione e la monarchia di luglio: nel 1859 era infatti entrata in vigore la legge sul reclutamento datata 21 marzo 1832 e già a partire dalle primissime esperienze belliche il personale venne inquadrato e gestito da 5 grandi Sezioni territoriali dalle quali dipendevano 21 Divisioni territoriali (più 3 per l'Algeria) e 86 Suddivisioni. Ogni cittadino, degno e idoneo fisicamente (statura minima 1,56 m) era obbligato al servizio militare; la chiamata era annuale e il gettito richiesto del contingente era di circa 100.000 uomini. In caso di guerra il contingente poteva essere aumentato a 140.000 uomini e la chiamata di leva poteva essere anticipata ai 19 anni. Con i soldati di leva, i richiamati dal congedo, i volontari e i raffermati, la Francia era in grado a metà Ottocento di schierare un esercito di circa 640.000 soldati in tempo di guerra, mentre in tempo di pace l'esercito constava di 400.000 unità. La chiamata aveva luogo al compimento dei 21 anni ed era ammessa l'esenzione dietro pagamento e la surrogazione tra parenti. La durata del servizio era di 7 anni dei quali 4 effettivi e 3 in congedo come riserva. La rafferma volontaria era di altri 7 anni e prevedeva l'aumento della paga. I cittadini analfabeti potevano essere chiamati alle armi soltanto in caso di necessità e quindi erano tenuti a frequentare le scuole reggimentali, complementari al normale addestramento.

### Gli ufficiali

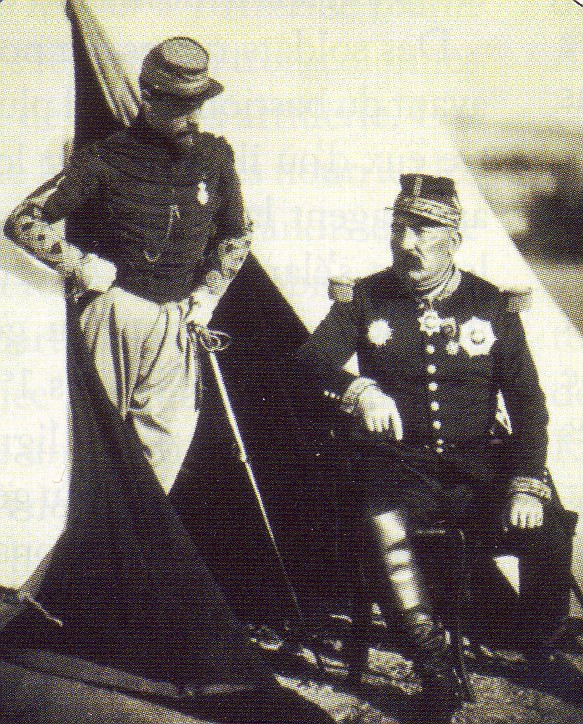
Il generale Bosquet del 2º corpo francese con il capitano Dampierre: due ufficiali dell'esercito imperiale francese durante la Guerra di Crimea.

Lo staff generale veniva reclutato tra le élite delle scuole militari ma così facendo questi ufficiali avevano un'ottima educazione che consentiva loro di scrivere testi militari brillanti, ma si dimostravano poi poco pratici ai fini delle manovre in campo aperto in quanto tale disciplina si acquisiva praticamente solo con l'esperienza. Questo fattore si ripercuoteva quindi in tutti i gradi degli ufficiali rendendo talvolta difficile la gestione di semplici operazioni su vasta scala. Tali difficoltà divennero chiare in Crimea così come nella lentezza delle operazioni in Italia o nell'inadeguatezza delle preparazioni delle operazioni del 1870 in difesa della Francia.
Per aumentare le capacità in campo aperto dei comandanti, nel 1856 l'Imperatore decise a Châlons-en-Champagne di riservare una porzione di terreno di 10.000 ettari a campo d'addestramento ove fanteria, cavalleria ed artiglieria potessero allenarsi anche insieme. Anche in questo caso però la preparazione degli ufficiali li spinse perlopiù ad utilizzare questo campo di Marte come un luogo per esercizi meccanici e non per vere e proprie prove di manovre su vasta scala.
Ad ogni modo, malgrado le difficoltà materiali, l'esercito era costituito da generali non necessariamente provenienti dalle classi più alte, ma graduati per meriti: ne è un esempio il generale Collineau, figlio di un artigiano.
Oltre il rango di Capitano, l'annuale ispezione giudicava l'attitudine del singolo ufficiale ad amministrare e manovrare le unità di propria competenza. In tempi di pace gli ispettori richiedevano ai tenenti colonnelli ed ai colonnelli che i loro corpi fossero "in ordine", che mantenessero la disciplina e che fossero amministrati correttamente, ma non era richiesta alcuna struttura per la misurazione della loro capacità di comando in combattimento.

### La truppa
Dal soldato al maresciallo di Francia, tutti gli uomini che componevano l'esercito erano professionisti, in virtù in particolar modo della lunghezza del periodo nel quale prestavano servizio. Malgrado le condizioni di comando non fossero eccelse, i singoli uomini dimostrarono sovente molto coraggio nell'intraprendere azioni di attacco e di difesa a danni del nemico . Qualunque fosse la preparazione, ad ogni modo, il denaro era un importante criterio di selezione: una delle accademie militari più esclusive era quella di St Cyr o il Polytechnique che però comportavano delle spese notevoli. Inoltre l'equipaggiamento di un ufficiale di fanteria corrispondeva a quattro mesi di paga da sottotenente. I soldati di media venivano pagati meno dei lavoratori di Parigi e aumentare di grado era difficile. Se sposati poi era quasi impossibile sopravvivere senza un secondo lavoro.
La Guardia Imperiale (Garde impériale) venne creata nel 1854 come un corpo d'armata composto da due divisioni di fanteria e da una di cavalleria formate dopo la Guerra di Crimea.
Dal 4 febbraio 1868 la legge Niel introdusse un prolungamento della parte attiva della ferma prefissata, portandolo a 5 anni.

## Armamento

### Armamento individuale

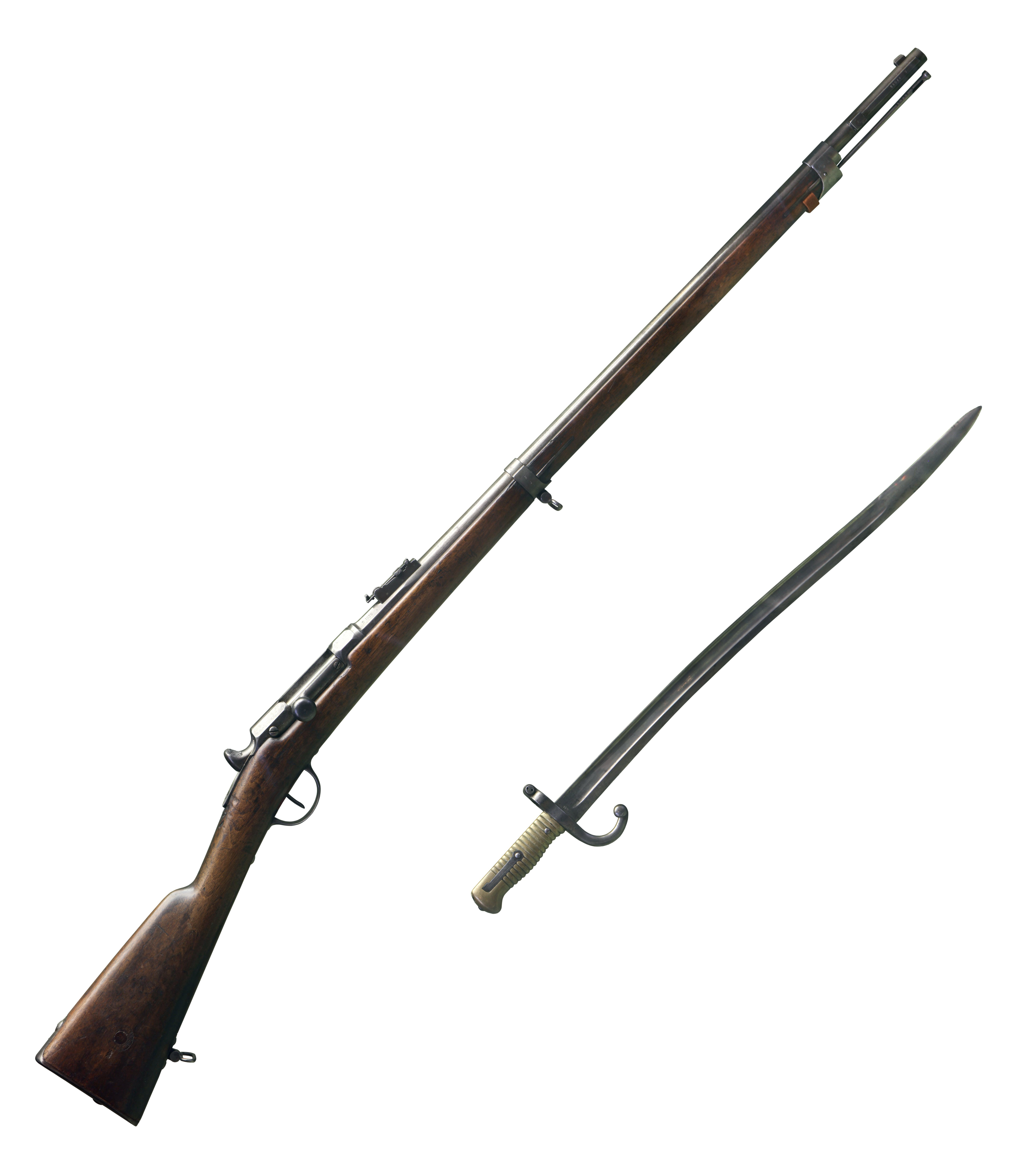
Uno chassepot del 1866 con baionetta

Con decisione imperiale del 26 aprile 1857, vennero introdotti per l'esercito imperiale francese nuovi fucili rigati. I fucili lisci, mod. 1842 e 1853, vennero rigati e fu pertanto necessario trasformarli accorciandoli e rendendoli assai più maneggevoli. Questi vennero denominati fusil d'infantérie modèle 1842T e la loro distribuzione generalizzata inizio dal 1858. I modelli in servizio furono tuttavia diversi. Al citato modello 1842T calibro 18 mm si affiancò il modello 1853T calibro 17,8 mm. Per le baionette rimasero i modelli 1822 e 1847.
La palla da fucile maggiormente utilizzata dall'esercito francese di quest'epoca fu il modello 1857 del peso di 32 g. Tutte queste armi erano ad avancarica, a percussione, ad anima rigata e ancora in parte ad anima liscia. La cartuccia, costituita da polvere pirica contenuta in un cartoccio di carta cerata, se trasportata a lungo poteva essere inutilizzabile ed era sensibile alla pioggia.
Oltre alle armi da fuoco erano disponibili spade o daghe per la fanteria o per l'artiglieria a piedi, sciabole per l'artigliera a cavallo (alla quale erano destinate anche delle pistole), la cavalleria leggera e la cavalleria di linea o pesante.

### Armamento collettivo
L'armamento collettivo dell'esercito imperiale francese era rappresentato da cannoni ad avancarica rigati da 4 libbre (calibro 8,4 cm) con sistema generale Ducos La Hitte il quale modificò il sistema rigato studiato dal novarese capitano Cavalli già in uso presso l'esercito francese. Questi cannoni furono adottati nel 1857 e assegnati il 6 marzo 1859. Ognuno era trainato da due pariglie di cavalli e pesava circa 300 chilogrammi. La carica di lancio pesava una libbra (circa 500 grammi). Altri cannoni disponibili erano quelli ben diversi ad avancarica lisci (o rigati in parte) da 12 (calibro 12,13 cm), adottati nel 1853.

## Cultura e studi

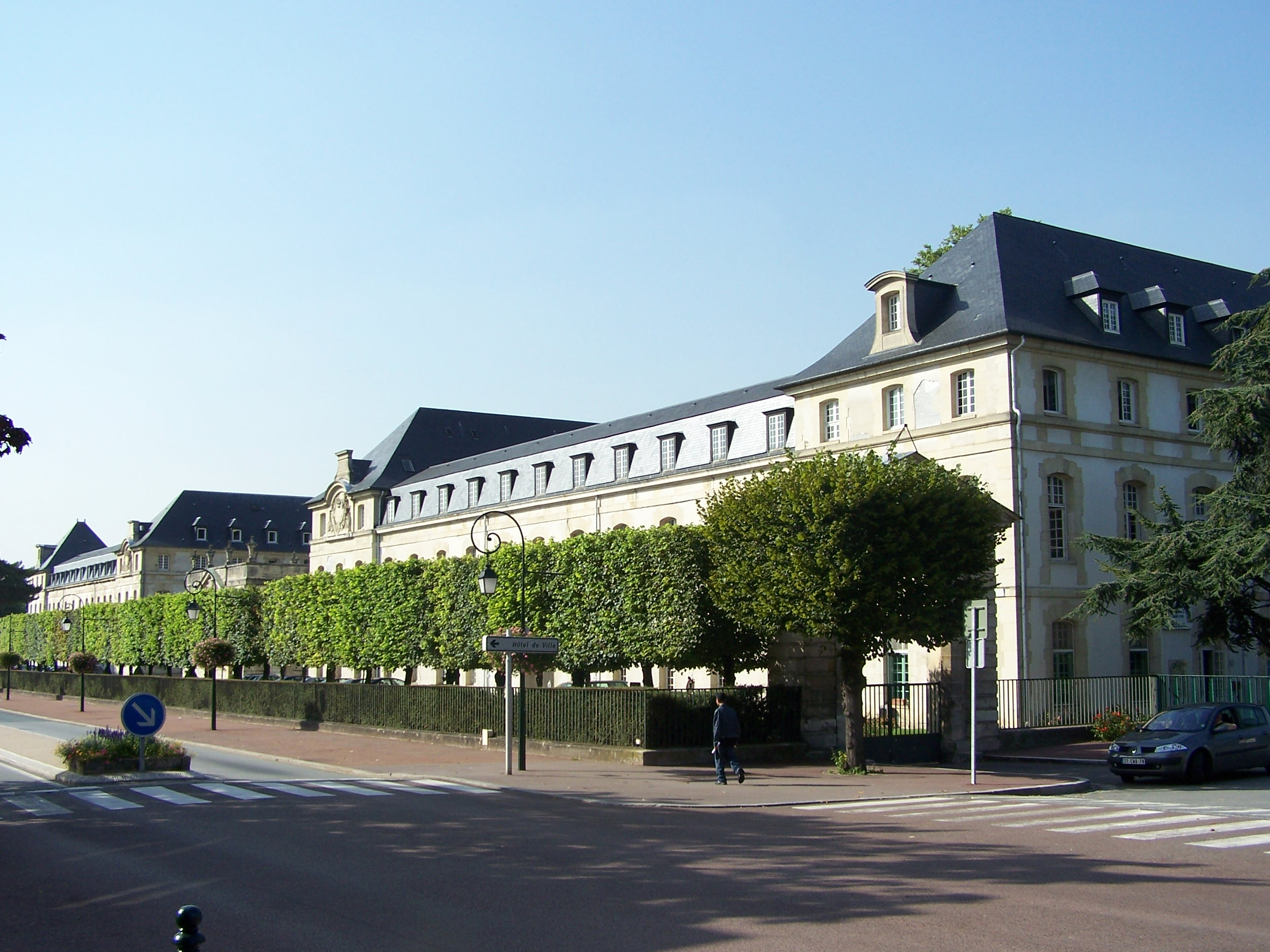
La sede della scuola di Saint Cyr, una delle più antiche istituzioni militari ancora presenti sul suolo francese

Sotto il governo di Napoleone III si può dire che l'istruzione degli ufficiali in materia bellica toccò le vette massime nell'esercito francese: vennero pubblicati due giornali il Journal des Sciences militaires e lo Spectateur militaire. Le librerie e le biblioteche dei reggimenti si riempirono di nuovi libri scritti dagli ufficiali ed aumentò anche la ricerca in campo tecnico e tattico sulla base di grandi studiosi come Dufour e Jomini.
Il generale Trochu pubblicò così la sua massima opera L'armée française en 1867, il colonnello Lewel iniziò a scrivere i propri studi che rivelarono un grande senso di analisi e concretezza. Il colonnello Ardant du Picq pubblicò una prima parte dei propri studi sul combattimento e sulle strategie.
Per ufficiali e sottufficiali vi erano le seguenti scuole disponibili a livello militare:
- Scuola imperiale di applicazione di Stato Maggiore, alla quale si accedeva per concorso (titoli ed esami) e che doveva essere frequentata con successo per continuare a rimanervi in corso
- Scuola militare imperiale di Saint Cyr, la quale prevedeva corsi di due anni a pagamento; formava ufficiali di fanteria, cavalleria e fanteria marina e vi erano ammessi, per concorso, i giovani dai 16 ai 20 anni e fino ai 25 se con almeno due anni di servizio.
- Scuola imperiale di algebra e genio di Metz, con corsi di due anni, di formazione e di perfezionamento per ufficiali
- Scuola imperiale di medicina e farmacia di Parigi, che prevedeva corsi di due anni per laureati, ammessi poi nel corpo sanitario militare
- Scuola normale di tiro di Vincennes, per ufficiali e sottufficiali
- Scuola normale di ginnastica di Vincennes, per ufficiali e sottufficiali
- Scuole di artiglieria per personale vario.

Per tutto il personale, dal 1684 era inoltre attivo l'Hotel des Invalides come casa di riposo per veterani.